# Râul Râșca (Ungheni)
Râul Râșca este un curs de apă, afluent al râului Moldova. Cursul actual reprezintă cursul inferior natural al râului Râșca. Cursul superior a fost deviat în râul Moldova odată cu amenajarea albiei majore a acestuia devenind astfel un curs de apă diferit cu aceeași denumire: Râul Râșca.

## Hărți
- Harta județului Suceava